# Bijiang
Bijiang (chinois : 碧江 ; pinyin : bijiang) est une ville chinoise située au nord-ouest de la province du Yunnan. Pendant longtemps chef-lieu de district, la ville a été abandonnée en raison d'un risque d'effondrement rocheux. Elle est peuplée de Bai, une ethnie minoritaire qui a sa propre langue et sa propre culture. Les Bai de Bijiang parlent l'un des trois principaux dialectes de la langue bai.